# Лой, Нанни
Джова́нни Лой (итал. Giovanni Loy, более известный как На́нни Лой (итал. Nanni Loy; 23 октября 1925, Кальяри, Сардиния, Королевство Италия — 21 августа 1995, Фьюмичино, Лацио, Италия) — итальянский режиссёр театра и кино, сценарист и актёр.

## Биография
Первое образование — юридическое. В 1948—1950 годах учился на режиссёрском отделении Экспериментального киноцентра в Риме. Тогда же поставил несколько короткометражных фильмов. Был ассистентом режиссёра у Луиджи Дзампы. 
В большом кино дебютировал картиной «Слово вора» (реж. Джанни Пуччини). Будучи комедиографом, удивил своих поклонников обращением к истории итальянского Движения Сопротивления (фильмы «День льва» и «Четыре дня Неаполя», выдержанные в стилистике итальянского неореализма). 
Начиная с 1960-х годов, много работал на телевидении. Снимался как актёр в фильмах других режиссёров. Соавтор большинства сценариев своих лент. Преподавал в альма-матер.
Скончался от сердечного приступа 21 августа 1995 года. Похоронен в Риме на кладбище Кампо Верано.

## Семья
Жена ─ Бьянка Маркезано
Дети: 
- дочь ─ Катерина
- сыновья ─ Франческо, Томмазо и Гульельмо

## Избранная фильмография

### Режиссёр
- 1954 — Маддалена / Maddalena
- 1957 — Муж / Il marito
- 1957 — Слово вора / Parola di ladro
- 1959 — Дерзкий налёт неизвестных злоумышленников / Audace colpo dei soliti ignoti
- 1961 — День льва / Un giorno da leoni (в советском прокате «Пароль „Виктория“»)
- 1962 — Четыре дня Неаполя / Le quattro giornate di Napoli
- 1965 — Сделано в Италии / Made in Italy
- 1967 — Отец семейства / Il padre di famiglia
- 1970 — Солдат Розолино Патерно / Rosolino Paternò, soldato...
- 1971 — Задержанный в ожидании суда / Detenuto in attesa di giudizio
- 1973 — Приведу в порядок Америку и вернусь / Sistemo l'America e torno
- 1976 — Дамы и господа, спокойной ночи! / Signore e signori, buonanotte
- 1976 — Лишь бы не узнали все вокруг!.. / Basta che non si sappia in giro
- 1976 — Те странные случаи / Quelle strane occasioni
- 1980 — Кафе–экспресс / Café Express
- 1982 — Орел или решка / Testa o croce
- 1983 — Меня послал Пиконе / Mi manda Picone
- 1985 — Мои друзья, часть 3 / Amici miei - Atto IIIº
- 1989 — Беспризорники / Scugnizzi
- 1989 —  / Gioco di società (ТВ)
- 1993 —  / Pacco, doppio pacco e contropaccotto
- 1994 — Сколько осталось до рассвета / A che punto è la notte (ТВ)
- 1995 —  / Roma dodici novembre 1994 (к/м)

### Сценарист
- 1957 — Муж / Il marito
- 1957 — Слово вора / Parola di ladro
- 1959 — Воры / I ladri
- 1959 — Дерзкое ограбление тех, кто неизвестен, как всегда / Audace colpo dei soliti ignoti
- 1961 — День льва / Un giorno da leoni (в советском прокате «Пароль „Виктория“»)
- 1962 — Четыре дня Неаполя / Le quattro giornate di Napoli
- 1965 — Сделано в Италии / Made in Italy
- 1967 — Отец семейства / Il padre di famiglia
- 1970 — Солдат Розолино Патерно / Rosolino Paternò, soldato...
- 1973 — Приведу в порядок Америку и вернусь / Sistemo l'America e torno
- 1976 — Дамы и господа, спокойной ночи! / Signore e signori, buonanotte
- 1980 — Кафе–экспресс / Café Express
- 1982 — Орел или решка / Testa o croce
- 1983 — Меня послал Пиконе / Mi manda Picone
- 1985 — Мои друзья, часть 3 / Amici miei - Atto III°
- 1989 — Беспризорники / Scugnizzi
- 1989 —  / Gioco di società (ТВ)
- 1993 —  / Pacco, doppio pacco e contropaccotto

### Актёр
- 1964 — Славная семейка / Le belle famiglie — Уберто (эпизод «Ублюдок матери-девственницы»)
- 1965 — Комплексы / I complessi
- 1970 — Открытое письмо в вечернюю газету / Lettera aperta a un giornale della sera — Дози
- 1971 — Возвращение надоедливой букашки / Fantasia chez les ploucs — Severance
- 1971 — Пусть звучит этот вальс / Laisse aller... c'est une valse — Шарль Варез
- 1981 — Непокорность / La disubbidienza — профессор
- 1988 — Звёздочки / Piccole stelle
- 1994 — Семейная жизнь Антонио / La vera vita di Antonio H.

## Награды
- 1963 — премия «Серебряная лента» за лучшую режиссуру («Четыре дня Неаполя»)
- 1963 — премия ФИПРЕССИ Третьего Московского международного кинофестиваля («Четыре дня Неаполя»)
- 1963 — номинация на «Оскар» как лучший фильм на иностранном языке («Четыре дня Неаполя»)
- 1964 — номинация на премию BAFTA как лучший фильм («Четыре дня Неаполя»)
- 1964 — номинация на «Оскар» как лучший оригинальный сценарий («Четыре дня Неаполя»)
- 1972 — номинация на приз «Золотой Медведь» 22-го Берлинского международного кинофестиваля («Задержанный в ожидании суда»)
- 1984 — номинация на приз Давид ди Донателло как лучший фильм («Меня послал Пиконе»)
- 1984 — номинация на приз Давид ди Донателло как лучшая режиссура («Меня послал Пиконе»)
- 1984 — номинация на приз Давид ди Донателло как лучший сценарий («Меня послал Пиконе», с Эльвио Порта)
- 1989 — Золотая медаль президента Сената 46-го Венецианского кинофестиваля («Беспризорники»)
- 1990 — номинация на приз Давид ди Донателло как лучшая режиссура («Беспризорники»)
- 1990 — номинация на приз Давид ди Донателло как лучший сценарий («Беспризорники», с Эльвио Порта)